# Laurie Scott
Lawrence "Laurie" Scott (23. april 1917 - 18. juli 1999) var en engelsk fodboldspiller (forsvarer) og manager.
Scott repræsenterede i løbet af sin 17 år lange karriere henholdsvis Bradford City, Arsenal og Crystal Palace. Hos Arsenal var han med til at vinde både to engelske mesterskaber og en udgave af FA Cuppen.
Scott spillede desuden 17 kampe for det engelske landshold. Hans første landskamp var et opgør mod Nordirland 28. september 1946, hans sidste en kamp mod Wales 10. november 1948.
Efter at Scott havde spillet det, der skulle vise sig at blive hans sidste landskamp, var han en del af det engelske hold der deltog ved VM i 1950 i Brasilien, landets første VM-deltagelse nogensinde. Turneringen endte med et skuffende exit efter det indledende gruppespil for englænderne, og Scott kom ikke på banen.

## Titler
Engelske mesterskab
- 1938 og 1948 med Arsenal F.C.

FA Cup
- 1950 med Arsenal F.C.